# Iwasaki Hisaya

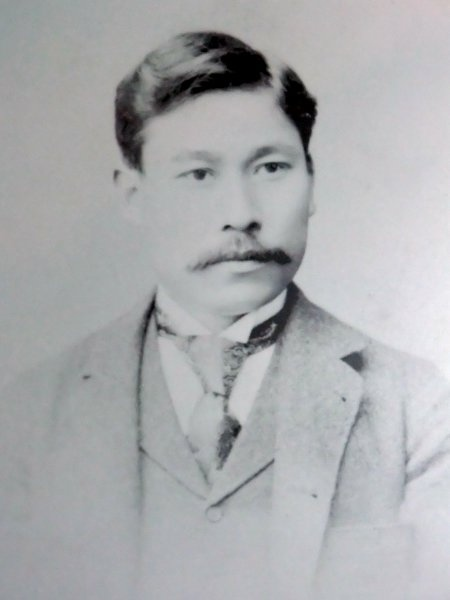
Iwasaki Hisaya

Iwasaki Hisaya (japanisch 岩崎久弥; geboren am 14. Oktober 1865 in der Provinz Tosa, der heutigen Präfektur Kōchi; gestorben am 2. Dezember 1955) war ein japanischer Unternehmer und 3. Präsident des Mitsubishi-Konzerns. Ab 1898 führte er den Titel Baron.

## Leben und Wirken
Iwasaki Hisaya war der älteste Sohn von Iwasaki Yatarō (1835–1885), dem Gründer des Mitsubishi-Konzerns. Er besuchte die Keiō Gijuku (慶応義塾), die Vorläufereinrichtung der Keiō-Universität, und die „Mitsubishi Shōgyō Gakkō“ (三菱商業学校). 1886 ging er in die USA und bildete sich  an der Universität von Pennsylvania weiter. 1891 kehrte er zurück und wurde stellvertretender Präsident des Konzerns. 1893 wandelte er zusammen mit seinem Onkel Iwasaki Yanosuke (岩崎 彌之助; 1851–1908), dem amtierenden Präsidenten, den Konzern in eine Kommanditgesellschaft um, die er dann als Nachfolger seines Onkels übernahm. Damit schuf er die Grundlage des Mitsubishi-Firmenkonglomerats, des „Mitsubish Zaibatsu“ (三菱財閥).
1916 zog sich Iwasaki aus der Firmenleitung zurück, wirkte aber unternehmerisch weiter. So gründete er in der Präfektur Iwate das Landwirtschaftsunternehmen „Koiwai nōgyō“ (小岩井農場), ließ Felder für den Reisanbau in der Präfektur Niigata anlegen, gründete im damals zu Japan gehörenden Korea das Landwirtschaftsunternehmen „Tōzan nōgyō“ (東山農場) und in Tokio die koordinierende Einrichtung „Tōzan nōgyō kaisha“ (東山農事会社).
Iwasaki erwarb sich große Verdienste auf dem kulturellen Gebiet. So erwarb er 1901 die etwa 1000 Bände umfassende Sammlung des Indologen Friedrich Max Müller und stiftete sie der Bibliothek der Universität Tokio. 1917 erwarb er die Privatbibliothek von George Ernest Morrison (1862–1920). Die Morrison-Sammlung war ziemlich vollständig, was China anging, es fehlte aber Literatur über das weitere Ostasien. Iwasaki begann den fehlenden Teil zu ergänzen, erwarb auch Fachliteratur aus Europa und Werke im alten Chinesisch (Kambun). 1924 überführte Iwasaki seine Sammlung in eine Stiftung, Tōyō Bunko genannt, ließ ein eigenes Gebäude errichten und ermöglichte so in Japan ein intensiveres Studium Ostasiens.